# 일레인 쇼어
일레인 쇼어(Elaine Shore, 1929년 3월 4일 ~ 2007년 3월 19일)는 미국의 배우, 연극 배우, 텔레비전 배우, 영화배우이다.

## 영화
- 아이거 빙벽 (1975년)
- 텔 미 댓 유 러브 미, 주니 문 (1970년)